# فرانكلينيا
فرانكلينيا هو نبات أصنوفة أحادية الطراز من فصيلة الشاي.موطن النبتة الأصلي في ولاية جورجيا جنوب شرق الولايات المتحدة وهي حالياً منقرضة في البرية منذ القرن ال19.